# Acacia alvaroi
Acacia alvaroi é uma espécie de leguminosa do gênero Acacia, pertencente à família Fabaceae.